# Idioma atikamekw
El atikamekw (atikamekw nehiromowin en atikamekw) es un idioma hablado por los Atikamekw, pueblo que vive principalmente en las tierras nórdicas de las regiones canadienses de Lanaudière y Mauricie. El atikamekw es una lengua algonquina hablada cotidianamente por casi todos los atikamekw, lo que la convierte en una de las lenguas nativas menos amenazadas de extinción.

## Características
En atikamekw los géneros animado e inanimado son característicos de esta lengua, y el género animado integra una posición social tanto en la lengua como en la tradición oral. Esas personas animadas pueden ser animales, vegetales, piedras, algunos árboles o incluso el pan (banik).